# Gorsko Slivovo
Gorsko Slivovo (bulgariska: Горско Сливово) är ett distrikt i Bulgarien.   Det ligger i kommunen Obsjtina Letnitsa och regionen Lovetj, i den centrala delen av landet, 150 km öster om huvudstaden Sofia.
Omgivningarna runt Gorsko Slivovo är en mosaik av jordbruksmark och naturlig växtlighet. Runt Gorsko Slivovo är det glesbefolkat, med 20 invånare per kvadratkilometer.